# Valery Afanasiev

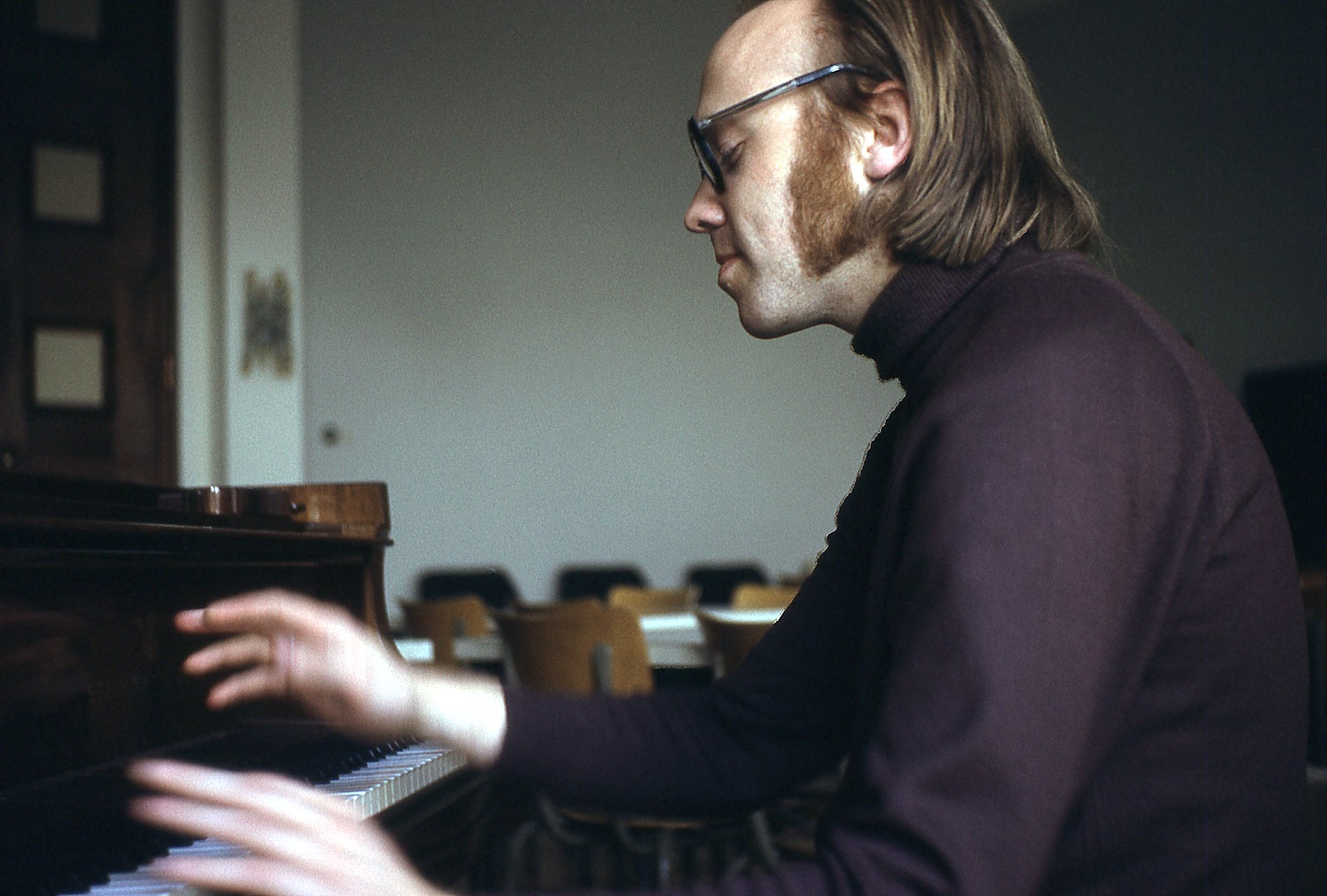
Valery Afanasiev (1974)

Valery Pavlovich Afanasiev (en ruso: Валерий Павлович Афанасьев) es un pianista y escritor ruso nacido en Moscú el 8 de septiembre de 1947.

## Biografía
Estudió piano en el Conservatorio de Moscú con Dmitri Blagoï, Emil Gilels y Yakov Zak. En 1969, ganó el primer premio en el concurso Bach de Leipzig, tres años más tarde el concurso Queen-Elisabeth en Bruselas. Después de un concierto en el Château de Chimay decidió pedir asilo político en Occidente y tomó la nacionalidad belga. Vive en Versalles desde 1974.
Además de sus actividades musicales, Afanasiev también es autor de nueve novelas, escritas en francés o en inglés, poesía y obras de teatro que él mismo ha interpretado. Es conocido como un experto en vinos finos y un aficionado experto en antigüedades.

## Repertorio
Afanasiev también ha sido compañero de dúo del gran violinista Gidon Kremer en la década de 1980. Sus grabaciones conjuntas de obras de cámara de Mozart, Schubert y Brahms fueron muy elogiadas. 
Sus interpretaciones de Schubert y Beethoven se consideran inusuales debido a su búsqueda de una expresividad extrema. Durante unos años también ha sido director de orquesta. También actuó a dúo con el gran violochelista Mischa Maisky. Su principal repertorio es la música romántica. Interpreta entre otros a Bach, Beethoven, Brahms, Schumann, Moussorgski y Chopin. Sus grabaciones aparecieron en los sellos de Denon y Deutsche Grammophon, entre otros. Grabó El clave bien temperado de Bach, entre otras cosas.